# Muzna Al Musafer
Muzna Al Musafer (nacida en 1987) es una directora de cine omaní. Es la primera directora de cine del país.
Muzna Al Musafer nació en 1987 en Madinat Al Sultan Qaboos en Mascate, Omán. Estudió en la Universidad de Kuwait y en la Universidad de Estocolmo.
Su primera película, Niqaab, ganó un premio estudiantil en el Festival de Cine del Golfo en Dubái en 2010. Su segunda película, Cholo, trata sobre dos jóvenes medio hermanos, uno de piel oscura y otro de piel clara, que se conocen por primera vez. Fue premiado como mejor guion en el Festival de Cine de Abu Dhabi en 2013 y se proyectó en todo el mundo. Dirigió dos documentales, Dana's Goats (2015) y Pashk (2015). Su película The Crown of Olives (2017) trata de las luchas de dos amigas, una mujer marroquí y una mujer omaní, en Mascate. Her Clouds (2022) trata sobre un cazador de leopardos rural y su hijo en Dhofar.

## Filmografía
- Niqab (cortometraje, 2010)
- Cholo (cortometraje, 2013)
- بشك/Pashk (cortometraje, 2015)
- عنزات دانا/ Dana's Goats (cortometraje, 2015)
- The Crown of Olives (cortometraje, 2017)
- Clouds (cortometraje, 2022)